# Ahmad Amin

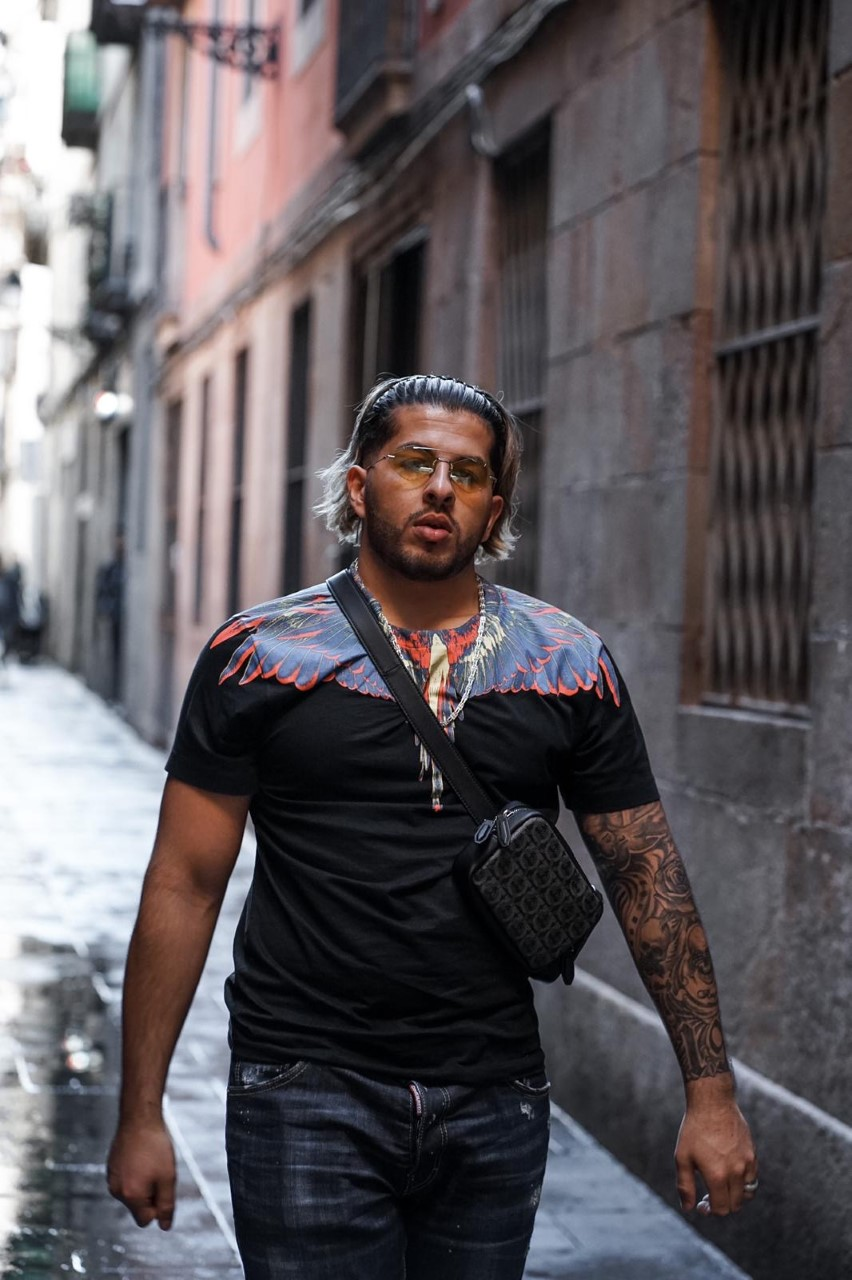
Ahmad Amin (2020)

Ahmad Amin (* 1994 oder 1995) ist ein Deutschrapper aus Nürnberg. Derzeit steht er bei RAF Camoras Label Andere Liga unter Vertrag.

## Leben und Karriere
Ahmad Amin ist ein deutschsprachiger Rapper aus Nürnberg. Anfang des Jahres 2020 wurde er von RAF Camora unter Vertrag genommen, jedoch nicht auf seinem Label Indipendenza, sondern auf seinem Nachwuchslabel Andere Liga. Am 10. Januar 2020 erfolgte mit dem Lied Lento sein musikalisches Debüt als Gastmusiker auf RAF Camoras Album Zenit RR. Seine Debütsingle Lionel in Zusammenarbeit mit dem Musikproduzenten-Duo The Cratez für ihren Produzentensampler Nonstop erschien am 21. Februar 2020. Im Verlauf des Jahres 2020 folgten weitere Singles, die jedoch alle Chartplatzierungen verfehlten. Auf dem im Juli 2021 veröffentlichten Comeback-Album Zukunft von RAF Camora ist er als Gastmusiker auf dem Song Vergesse nie die Street vertreten. Obwohl das Lied nicht als Single erschien, konnte es sich aufgrund hoher Einzeldownloads und Streamings in den Singlecharts in Deutschland, Österreich und der Schweiz platzieren. Am 4. Februar 2022 erschien sein Debütalbum Wesh, auf dem als Feature-Gäste unter anderem RAF Camora, Maxwell und Dardan vertreten sind. Wesh konnte sich unter anderem in den deutschen Albumcharts auf Rang 84 platzieren.

## Diskografie

### Studioalben
| Jahr | Titel Musiklabel                   | Höchstplatzierung, Gesamtwochen, AuszeichnungChartplatzierungen (Jahr, Titel, Musiklabel, Platzierungen, Wochen, Auszeichnungen, Anmerkungen) | Höchstplatzierung, Gesamtwochen, AuszeichnungChartplatzierungen (Jahr, Titel, Musiklabel, Platzierungen, Wochen, Auszeichnungen, Anmerkungen) | Höchstplatzierung, Gesamtwochen, AuszeichnungChartplatzierungen (Jahr, Titel, Musiklabel, Platzierungen, Wochen, Auszeichnungen, Anmerkungen) | Anmerkungen                           |
| Jahr | Titel Musiklabel                   | DE | AT | CH | Anmerkungen                           |
| ---- | ---------------------------------- | --- | --- | --- | ------------------------------------- |
| 2022 | Wesh Columbia • Andere Liga (Sony) | DE84 (1 Wo.)DE | AT31 (1 Wo.)AT | CH81 (1 Wo.)CH | Erstveröffentlichung: 4. Februar 2022 |

### Singles als Leadmusiker
| Jahr | Titel Album    | Höchstplatzierung, Gesamtwochen, AuszeichnungChartplatzierungen (Jahr, Titel, Album, Platzierungen, Wochen, Auszeichnungen, Anmerkungen) | Höchstplatzierung, Gesamtwochen, AuszeichnungChartplatzierungen (Jahr, Titel, Album, Platzierungen, Wochen, Auszeichnungen, Anmerkungen) | Höchstplatzierung, Gesamtwochen, AuszeichnungChartplatzierungen (Jahr, Titel, Album, Platzierungen, Wochen, Auszeichnungen, Anmerkungen) | Anmerkungen                                           |
| Jahr | Titel Album    | DE | AT | CH | Anmerkungen                                           |
| ---- | -------------- | --- | --- | --- | ----------------------------------------------------- |
| 2020 | Lionel Nonstop | — | — | — | Erstveröffentlichung: 21. Februar 2020 mit The Cratez |
| 2020 | Amsterdam –    | — | — | — | Erstveröffentlichung: 17. April 2020                  |
| 2020 | Sheytana –     | — | — | — | Erstveröffentlichung: 8. Mai 2020                     |
| 2020 | Hayal –        | — | — | — | Erstveröffentlichung: 29. Mai 2020                    |
| 2020 | Ta7aria –      | — | — | — | Erstveröffentlichung: 26. Juni 2020                   |
| 2020 | Bau ma ein –   | — | — | — | Erstveröffentlichung: 24. Juli 2020                   |
| 2020 | LWLS –         | — | — | — | Erstveröffentlichung: 21. August 2020 mit Noah        |
| 2020 | Barrio –       | — | — | — | Erstveröffentlichung: 9. Oktober 2020                 |
| 2021 | Cartoon Wesh   | — | — | — | Erstveröffentlichung: 6. August 2021                  |
| 2021 | Jackson Wesh   | — | — | — | Erstveröffentlichung: 24. September 2021 feat. Houari |
| 2021 | Für dich Wesh  | — | — | — | Erstveröffentlichung: 24. Dezember 2021               |

### Singles als Gastmusiker
| Jahr | Titel Album                     | Höchstplatzierung, Gesamtwochen, AuszeichnungChartplatzierungen (Jahr, Titel, Album, Platzierungen, Wochen, Auszeichnungen, Anmerkungen) | Höchstplatzierung, Gesamtwochen, AuszeichnungChartplatzierungen (Jahr, Titel, Album, Platzierungen, Wochen, Auszeichnungen, Anmerkungen) | Höchstplatzierung, Gesamtwochen, AuszeichnungChartplatzierungen (Jahr, Titel, Album, Platzierungen, Wochen, Auszeichnungen, Anmerkungen) | Anmerkungen                                                                    |
| Jahr | Titel Album                     | DE | AT | CH | Anmerkungen                                                                    |
| --- | ------------------------------- | --- | --- | --- | ------------------------------------------------------------------------------ |
| 2021 | Jimmy Choo –                    | — | — | — | Erstveröffentlichung: 14. Oktober 2021 Menju feat. Ahmad Amin                  |
| 2021 | Lova –                          | — | — | — | Erstveröffentlichung: 12. November 2021 Inas feat. Ahmad Amin                  |
| 2021 | Bei dir –                       | — | — | — | Erstveröffentlichung: 26. November 2021 Samira feat. Ahmad Amin                |
| 2022 | International –                 | — | — | — | Erstveröffentlichung: 25. November 2022 Oge & Vlospa feat. Ahmad Amin          |
| 2023 | Wien ist anders –               | — | — | — | Erstveröffentlichung: 3. Februar 2023 Emirez & Pireli feat. Ahmad Amin         |
| 2023 | Strada XV                       | DE3 (5 Wo.)DE | AT1 (11 Wo.)AT | CH7 (4 Wo.)CH | Erstveröffentlichung: 16. Juni 2023 RAF Camora feat. Ahmad Amin                |
| Folgende Lieder erschienen nicht als Single, wurden aber durch das Album zum Download und Streaming bereitgestellt und konnten somit eine Platzierung erlangen: |                                 | | | |                                                                                |
| |                                 | | | |                                                                                |
| 2021 | Vergesse nie die Street Zukunft | DE78 Gold · (4 Wo.)DE | AT17 Gold · (17 Wo.)AT | CH97 (1 Wo.)CH | Charteinstieg: 1. August 2021 Verkäufe: + 215.000; RAF Camora feat. Ahmad Amin |
| 2023 | Putana Clouds                   | DE— aDE | — | — | Charteinstieg: 24. Februar 2023 LX feat. Ahmad Amin & RAF Camora               |

## Auszeichnungen für Musikverkäufe
Anmerkung: Auszeichnungen in Ländern aus den Charttabellen bzw. Chartboxen sind in ebendiesen zu finden.
| Land/RegionAuszeichnungen für Musikverkäufe (Land/Region, Auszeichnungen, Verkäufe, Quellen) | Gold     | Platin | Verkäufe | Quellen           |
| -------------------------------------------------------------------------------------------- | -------- | ------ | -------- | ----------------- |
| Deutschland (BVMI)                                                                           | Gold1    | —      | 200.000  | musikindustrie.de |
| Österreich (IFPI)                                                                            | Gold1    | —      | 15.000   | ifpi.at           |
| Insgesamt                                                                                    | 2× Gold2 | —      |          |                   |